# Canzoni della notte e della controra
Canzoni della notte e della controra è il primo album in studio da solista del cantautore italiano Umberto Palazzo, pubblicato il 20 ottobre 2011.

## Il disco
L'album è costituito da 8 brani e caratterizzato da un cantautorato etnico-alternativo, lontano dalle sue precedenti produzioni. A questo disco collaborano Sandra Ippoliti e Tying Tiffany, oltre a cantanti e musicisti come Luca D'Alberto (violectra) Gianluca Schiavon (batteria, solo in Acchiappasogni).
Nel luglio del 2012, Umberto Palazzo riceve il Premio Lunezia per il valore musicale-letterario di Canzoni della notte e della controra. Il disco ha ricevuto consensi positivi dalla critica di settore. La canzone Aloha era stata già edita ne Il fiore dell'agave (2005), terzo disco del Santo Niente.

## Tracce
1. Terzetto nella nebbia – 4:57
2. La luce cinerea dei led – 5:30
3. Metafisica – 4:32
4. Café Chantant – 3:59
5. La marcia dei basilischi – 2:12
6. Aloha – 4:31
7. Luce del mattino – 4:16
8. La Controra – 3:11
9. Acchiappasogni – 5:53